# Isabella Moore
Isabella Mary Moore, detta Belle (Glasgow, 23 ottobre 1894 – Baltimora, 7 marzo 1975), è stata una nuotatrice britannica.
Ha vinto la medaglia d'oro olimpica nel nuoto alle Olimpiadi 1912 tenutesi a Stoccolma, in particolare trionfando con la sua squadra nella staffetta 4×100 metri stile libero femminile.
Nel 1919 si è trasferita con suo marito negli Stati Uniti, dove è deceduta nel 1975 all'età di 80 anni.